# Championnat d'Europe de football espoirs 1976
Navigation
Euro espoirs 1974 Euro espoirs 1978
Le Championnat d'Europe de football espoirs 1976 est la troisième et dernière édition du Championnat d'Europe des nations espoirs réservée aux moins de 23 ans et s'étend sur deux années (1974-1976). À partir de 1978, l'UEFA revoit en effet l'âge limite et la compétition devient alors destinée aux joueurs de moins de 21 ans. 
Il se déroule entre le 25 septembre 1974 et le 23 juin 1976 et voit l'Union soviétique remporter la victoire finale face à la Hongrie.
Les 23 nations participantes sont réparties en huit groupes. Les huit vainqueurs de groupe s'affrontent ensuite en matchs aller-retour à élimination directe, des quarts de finale à la finale. Il n'y a pas de rencontre de classement pour la 3e place.

## Tirage au sort
La répartition des équipes au sein des groupes qualificatifs est basée sur celle des éliminatoires du Championnat d'Europe sénior de 1976 avec quelques changements, reflétant l'absence de certaines nations :
- Le Groupe 1 n'inclut pas Chypre
- Le Groupe 2 n'inclut pas le Pays de Galles
- Le Groupe 3 n'inclut pas l'Irlande du Nord
- Le Groupe 4 n'inclut pas l'Espagne
- Le Groupe 5 n'inclut pas la Pologne (déplacée dans le Groupe 8)
- Le Groupe 6 n'inclut pas l'Irlande et la Suisse
- Le Groupe 7 n'inclut pas l'Islande
- Le Groupe 8 n'inclut pas l'Allemagne de l'Ouest et Malte, mais inclut la Pologne (déplacée du Groupe 5)

## Qualifications

### Groupe 1
| Rang | Équipe          | Pts | J | G | N | P | Bp | Bc | Diff |  | Résultats (▼ dom., ► ext.) |     |     |     |
| ---- | --------------- | --- | - | - | - | - | -- | -- | ---- |  | -------------------------- | --- | --- | --- |
| 1    | Angleterre      | 7   | 4 | 3 | 1 | 0 | 9  | 4  | +5   |  | Angleterre                 |     | 2-0 | 3-1 |
| 2    | Portugal        | 3   | 4 | 1 | 1 | 2 | 5  | 6  | -1   |  | Portugal                   | 2-3 |     | 2-0 |
| 3    | Tchécoslovaquie | 2   | 4 | 0 | 2 | 2 | 3  | 7  | -4   |  | Tchécoslovaquie            | 1-1 | 1-1 |     |

### Groupe 2
| Rang | Équipe     | Pts | J | G | N | P | Bp | Bc | Diff |  | Résultats (▼ dom., ► ext.) |     |     |     |
| ---- | ---------- | --- | - | - | - | - | -- | -- | ---- |  | -------------------------- | --- | --- | --- |
| 1    | Hongrie    | 7   | 4 | 3 | 1 | 0 | 11 | 2  | +9   |  | Hongrie                    |     | 2-0 | 4-0 |
| 2    | Autriche   | 4   | 4 | 1 | 2 | 1 | 6  | 6  | 0    |  | Autriche                   | 2-2 |     | 1-1 |
| 3    | Luxembourg | 1   | 4 | 0 | 1 | 3 | 2  | 11 | -9   |  | Luxembourg                 | 0-3 | 1-3 |     |

### Groupe 3
| Rang | Équipe      | Pts | J | G | N | P | Bp | Bc | Diff |  | Résultats (▼ dom., ► ext.) |     |     |     |
| ---- | ----------- | --- | - | - | - | - | -- | -- | ---- |  | -------------------------- | --- | --- | --- |
| 1    | Yougoslavie | 6   | 4 | 2 | 2 | 0 | 7  | 2  | +5   |  | Yougoslavie                |     | 4-1 | 2-0 |
| 2    | Suède       | 5   | 4 | 2 | 1 | 1 | 6  | 6  | 0    |  | Suède                      | 1-1 |     | 2-1 |
| 3    | Norvège     | 1   | 4 | 0 | 1 | 3 | 1  | 6  | -5   |  | Norvège                    | 0-0 | 0-2 |     |

### Groupe 4
| Rang | Équipe   | Pts | J | G | N | P | Bp | Bc | Diff |  | Résultats (▼ dom., ► ext.) |     |     |     |
| ---- | -------- | --- | - | - | - | - | -- | -- | ---- |  | -------------------------- | --- | --- | --- |
| 1    | Écosse   | 8   | 4 | 4 | 0 | 0 | 11 | 2  | +9   |  | Écosse                     |     | 4-0 | 4-1 |
| 2    | Roumanie | 3   | 4 | 1 | 1 | 2 | 8  | 9  | -1   |  | Roumanie                   | 1-2 |     | 6-2 |
| 3    | Danemark | 1   | 4 | 0 | 1 | 3 | 4  | 12 | -8   |  | Danemark                   | 0-1 | 1-1 |     |

### Groupe 5
| Rang | Équipe   | Pts | J | G | N | P | Bp | Bc | Diff |  | Résultats (▼ dom., ► ext.) |     |     |     |
| ---- | -------- | --- | - | - | - | - | -- | -- | ---- |  | -------------------------- | --- | --- | --- |
| 1    | Pays-Bas | 7   | 4 | 3 | 1 | 0 | 10 | 3  | +7   |  | Pays-Bas                   |     | 3-2 | 3-0 |
| 2    | Italie   | 5   | 4 | 2 | 1 | 1 | 9  | 6  | +3   |  | Italie                     | 1-1 |     | 3-0 |
| 3    | Finlande | 0   | 4 | 0 | 0 | 4 | 2  | 12 | -10  |  | Finlande                   | 0-3 | 2-3 |     |

### Groupe 6
| Rang | Équipe           | Pts | J | G | N | P | Bp | Bc | Diff |  | Résultats (▼ dom., ► ext.) |     |     |
| ---- | ---------------- | --- | - | - | - | - | -- | -- | ---- |  | -------------------------- | --- | --- |
| 1    | Union soviétique | 2   | 2 | 1 | 0 | 1 | 4  | 2  | +2   |  | Union soviétique           |     | 3-0 |
| 2    | Turquie          | 2   | 2 | 1 | 0 | 1 | 2  | 4  | -2   |  | Turquie                    | 2-1 |     |

### Groupe 7
| Rang | Équipe             | Pts | J | G | N | P | Bp | Bc | Diff |  | Résultats (▼ dom., ► ext.) |     |     |     |
| ---- | ------------------ | --- | - | - | - | - | -- | -- | ---- |  | -------------------------- | --- | --- | --- |
| 1    | France             | 5   | 4 | 2 | 1 | 1 | 6  | 5  | +1   |  | France                     |     | 1-2 | 1-0 |
| 2    | Allemagne de l'Est | 4   | 4 | 1 | 2 | 1 | 4  | 4  | 0    |  | Allemagne de l'Est         | 1-1 |     | 1-2 |
| 3    | Belgique           | 3   | 4 | 1 | 1 | 2 | 4  | 5  | -1   |  | Belgique                   | 2-3 | 0-0 |     |

### Groupe 8
| Rang | Équipe   | Pts | J | G | N | P | Bp | Bc | Diff |  | Résultats (▼ dom., ► ext.) |     |     |     |
| ---- | -------- | --- | - | - | - | - | -- | -- | ---- |  | -------------------------- | --- | --- | --- |
| 1    | Bulgarie | 6   | 4 | 3 | 0 | 1 | 6  | 3  | +3   |  | Bulgarie                   |     | 1-0 | 2-1 |
| 2    | Pologne  | 4   | 4 | 2 | 0 | 2 | 7  | 5  | +2   |  | Pologne                    | 2-1 |     | 4-1 |
| 3    | Grèce    | 2   | 4 | 1 | 0 | 3 | 4  | 9  | -5   |  | Grèce                      | 0-2 | 2-1 |     |

## Tableau final
|  | Quarts de finale | Quarts de finale | Quarts de finale | Quarts de finale |                  |                  | Demi-finales | Demi-finales | Demi-finales | Demi-finales |  |  | Finale | Finale | Finale | Finale |
|  |                  |                  |                  |                  |                  |                  |              |              |              |              |  |  |        |        |        |        |
|  |                  |                  |                  |                  |                  |                  |              |              |              |              |  |  |        |        |        |        |
|  |                  |                  |                  |                  |                  |                  |              |              |              |              |  |  |        |        |        |        |
|  | Pays-Bas         | Pays-Bas         | 2                | 0ap (4)          |                  |                  |              |              |              |              |  |  |        |        |        |        |
|  | Pays-Bas         | Pays-Bas         | 2                | 0ap (4)          |                  |                  |              |              |              |              |  |  |        |        |        |        |
|  | Écosse           | Écosse           | 0                | 2 tab(3)         |                  |                  |              |              |              |              |  |  |        |        |        |        |
|  | Écosse           | Écosse           | 0                | 2 tab(3)         | Pays-Bas         | Pays-Bas         | 0            | 1            |              |              |  |  |        |        |        |        |
|  |                  |                  |                  |                  | Pays-Bas         | Pays-Bas         | 0            | 1            |              |              |  |  |        |        |        |        |
|  |                  |                  | Union soviétique | Union soviétique | 3                | 0                |              |              |              |              |  |  |        |        |        |        |
|  | France           | France           | Union soviétique | Union soviétique | 3                | 0                | 2            | 1ap (2)      |              |              |  |  |        |        |        |        |
|  | France           | France           |                  |                  |                  |                  |              | 1ap (2)      |              |              |  |  |        |        |        |        |
|  | Union soviétique | Union soviétique | 1                | 2 tab(4)         |                  |                  |              |              |              |              |  |  |        |        |        |        |
|  | Union soviétique | Union soviétique | 1                | 2 tab(4)         | Union soviétique | Union soviétique | 1            | 2            |              |              |  |  |        |        |        |        |
|  |                  |                  |                  |                  | Union soviétique | Union soviétique | 1            | 2            |              |              |  |  |        |        |        |        |
|  |                  |                  | Hongrie          | Hongrie          | 1                | 1                |              |              |              |              |  |  |        |        |        |        |
|  | Hongrie          | Hongrie          | Hongrie          | Hongrie          | 1                | 1                | 3            | 1            |              |              |  |  |        |        |        |        |
|  | Hongrie          | Hongrie          |                  |                  |                  |                  |              |              |              |              |  |  |        |        |        |        |
|  | Angleterre       | Angleterre       | 0                | 3                |                  |                  |              |              |              |              |  |  |        |        |        |        |
|  | Angleterre       | Angleterre       | 0                | 3                | Hongrie          | Hongrie          | 3            | 1            |              |              |  |  |        |        |        |        |
|  |                  |                  |                  |                  | Hongrie          | Hongrie          | 3            | 1            |              |              |  |  |        |        |        |        |
|  |                  |                  | Yougoslavie      | Yougoslavie      | 2                | 1                |              |              |              |              |  |  |        |        |        |        |
|  | Bulgarie         | Bulgarie         | Yougoslavie      | Yougoslavie      | 2                | 1                | 2            | 1            |              |              |  |  |        |        |        |        |
|  | Bulgarie         | Bulgarie         |                  |                  |                  |                  |              | 1            |              |              |  |  |        |        |        |        |
|  | Yougoslavie      | Yougoslavie      | 3                | 2                |                  |                  |              |              |              |              |  |  |        |        |        |        |
|  | Yougoslavie      | Yougoslavie      | 3                | 2                |                  |                  |              |              |              |              |  |  |        |        |        |        |
|  |                  |                  |                  |                  |                  |                  |              |              |              |              |  |  |        |        |        |        |